# 元朗（鳳翔路）巴士總站
元朗（鳳翔路）巴士總站，是位於新界元朗鳳翔路鳳琴街體育館外、鳳庭苑對面，是一個露天巴士總站，是元朗區目前歷史最悠久的巴士總站。

## 歷史
元朗鳳翔路的巴士總站歷史悠久，曾是元朗東巴士總站的所在地，建於元朗工廠大廈（現時的鳳庭苑）東側對面。該總站原擬於1966年11月底啟用，但後來因故而延至1967年4月才正式啟用。
在1970-1980年代，此總站曾是元朗區規模最大的巴士總站之一，當時有不少來往區內外的巴士線在此為總站。1985年7月開始，政府在屯門及元朗興建輕便鐵路系統，在元朗大馬路中間鋪設輕鐵路軌，此總站因而受到影響。政府為配合工程，在輕鐵元朗站附近闢建新巴士總站，即元朗（東）巴士總站，並於1988年8月正式啟用，取代位於這裏的總站。在此總站進駐的巴士路線於該年8月至9月間陸續遷出，自此一度並沒有公共交通以此為總站。1990年1月起開始有專線小巴進駐。隨後數年區內多條專線小巴陸續投入服務，使用該總站的改為以專線小巴為主。
直至2013年8月24日，九巴77K因北區區域性巴士路線重組第2階段實施，總站由元朗（西）縮短至此站，使此站繼1988年9月所有巴士路線遷出後，重新有專營巴士進駐。

## 總站路線資料

### 九龍巴士77K線
- 上水 ↔ 元朗（鳳翔路）

### 過海隧道巴士R968線
- 元朗（鳳翔路） → 銅鑼灣（維園正門）

### 新界區專線小巴39線
- 元朗（鳳翔路） ↔ 公庵

### 新界區專線小巴39S線
- 公庵 → 元朗（鳳翔路）

### 新界區專線小巴601線
- 元朗（鳳翔路） ↔ 北圍村

### 新界區專線小巴601C線
- 元朗鳳翔路 ↺ 爾巒

### 新界區專線小巴602線
- 元朗（鳳翔路） ↔ 大江埔

### 新界區專線小巴603線
- 元朗（鳳翔路） ↔ 逢吉鄉

### 新界區專線小巴606S線
- 元朗（鳳翔路） ↔ 尖沙咀東（麼地道）

### 新界區專線小巴623線
- 元朗（鳳翔路） ↔ 港頭村

## 途經路線資料

### 新界區專線小巴604線
- 元朗站 ↔ 山下村

## 過往路線
- 九龍巴士50線（來往佐敦道碼頭，1982年縮短至葵芳並改稱50M）
- 九龍巴士50M線（來往葵芳站，1984年永久停駛）
- 九龍巴士53線（來往荃灣碼頭，1988年遷出）
- 九龍巴士55線（來往流浮山，1988年遷出）
- 九龍巴士57線（來往白泥，1984年永久停駛）
- 九龍巴士58線（來往沙橋，1984年永久停駛）
- 九龍巴士61A線（來往屯門碼頭，1988年遷出）
- 九龍巴士63A線（來往友愛南，1988年遷出）
- 九龍巴士68線（來往佐敦道，駛經荃灣、葵涌、深水埗區、旺角，1988年遷出）
- 九龍巴士68X線（來往佐敦道碼頭，1988年遷出）

## 外部連結
- 九巴 （页面存档备份，存于）
- 香港巴士大典上的相关条目：元朗（鳳翔路）總站